# Eritettix simplex
Eritettix simplex är en insektsart som först beskrevs av Scudder, S.H. 1869.  Eritettix simplex ingår i släktet Eritettix och familjen gräshoppor. Inga underarter finns listade i Catalogue of Life.